# Castanha Marvão-Portalegre
Castanha Marvão-Portalegre DOP é um produto de origem portuguesa com Denominação de Origem Protegida pela União Europeia (UE) desde 21 de junho de 1996.
O agrupamento gestor da denominação de origem protegida "Castanha do Marvão-Portalegre" é a APAFNA - Agrupamentos de Produtores Agrícolas e Florestais do Norte Alentejano.